# Delaware 87ers 2016-2017
La stagione 2016-17 dei Delaware 87ers fu l'8ª nella NBA D-League per la franchigia.
I Delaware 87ers arrivarono secondi nella Atlantic Division con un record di 26-24, non qualificandosi per i play-off.

## Roster
| N° | Naz.                   | Ruolo | Sportivo                | Anno | Alt. | Peso |
| -- | ---------------------- | ----- | ----------------------- | ---- | ---- | ---- |
| 0  | Stati Uniti (bandiera) | G     | Russ Smith              | 1991 | 183  | 75   |
| 0  | Stati Uniti (bandiera) | G     | Naadir Tharpe           | 1991 | 180  | 77   |
| 1  | Stati Uniti (bandiera) | G     | Cat Barber              | 1994 | 191  | 78   |
| 1  | Stati Uniti (bandiera) | G     | Nate Robinson           | 1984 | 175  | 83   |
| 2  | Stati Uniti (bandiera) | G     | Von Wafer               | 1985 | 196  | 100  |
| 2  | Stati Uniti (bandiera) | G     | Devondrick Walker       | 1993 | 196  | 93   |
| 3  | Stati Uniti (bandiera) | GA    | Stedmon Lemon           | 1992 | 198  | 91   |
| 3  | Stati Uniti (bandiera) | A     | James Webb              | 1993 | 203  | 92   |
| 4  | Porto Rico (bandiera)  | A     | Carlos López-Sosa       | 1990 | 208  | 104  |
| 7  | Stati Uniti (bandiera) | A     | Terrence Jennings       | 1988 | 208  | 104  |
| 7  | Stati Uniti (bandiera) | G     | Brandon Triche          | 1991 | 193  | 95   |
| 10 | Stati Uniti (bandiera) | G     | Mikh McKinney           | 1992 | 185  | 77   |
| 13 | Stati Uniti (bandiera) | A     | Shane Edwards           | 1987 | 201  | 100  |
| 13 | Stati Uniti (bandiera) | A     | David Laury             | 1990 | 206  | 111  |
| 14 | Stati Uniti (bandiera) | G     | Derrick Byars           | 1984 | 201  | 100  |
| 14 | Stati Uniti (bandiera) | A     | Brannen Greene          | 1994 | 201  | 98   |
| 15 | Stati Uniti (bandiera) | G     | Aaron Harrison          | 1994 | 198  | 95   |
| 20 | Stati Uniti (bandiera) | GA    | Timothé Luwawu-Cabarrot | 1995 | 198  | 93   |
| 21 | Stati Uniti (bandiera) | AC    | Shawn Long              | 1993 | 206  | 112  |
| 25 | Stati Uniti (bandiera) | G     | Dionte Christmas        | 1989 | 196  | 86   |
| 31 | Stati Uniti (bandiera) | A     | Roscoe Smith            | 1991 | 203  | 93   |
| 31 | Stati Uniti (bandiera) | G     | Lorrenzo Wade           | 1985 | 198  | 100  |
| 32 | Stati Uniti (bandiera) | C     | Jordan Railey           | 1992 | 213  | 111  |
| 44 | Stati Uniti (bandiera) | A     | Mike Scott              | 1988 | 203  | 108  |
| 55 | Stati Uniti (bandiera) | G     | Sheldon Mac             | 1992 | 198  | 91   |
| 55 | Stati Uniti (bandiera) | G     | Roberto Nelson          | 1991 | 191  | 91   |
| 91 | Stati Uniti (bandiera) | A     | Richaun Holmes          | 1993 | 208  | 111  |
| 99 | Stati Uniti (bandiera) | G     | Danuel House            | 1993 | 201  | 98   |
| 99 | Brasile (bandiera)     | C     | Tiago Splitter          | 1985 | 211  | 111  |
|    | Stati Uniti (bandiera) | G     | Chasson Randle          | 1993 | 188  | 84   |

## Staff tecnico
- Allenatore: Eugene Burroughs
- Vice-allenatori: Matthew Lilly, Phil Martelli, Curtis Sumpter, Dan Tacheny, Mfon Udofia